# Michel Tachon
Michel Tachon est un militant antimilitariste, membre du Groupe d'action et de résistance à la militarisation (Garm) et de la rédaction de la Lettre des objecteurs, auteur d’articles et d’ouvrages notamment sur les bagnes de l’armée française et le complexe militaro-industriel.

## Biographie

### Objecteur de conscience
En automne 1968, Michel Tachon, alors qu’il effectue à Lyon le service civil imposé aux objecteurs de conscience, participe à une grève des objecteurs qui contestent leur statut d’affectés de défense soumis à la justice militaire,. Arrêté comme déserteur en janvier 1969, il est interné quelques semaines à la prison militaire lyonnaise de Montluc. À Lyon, le Groupe lyonnais de soutien aux « renvoyeurs » de livret militaire, futur Groupe d'action et de résistance à la militarisation, participe à la campagne nationale de soutien aux objecteurs et en particulier à Michel Tachon. Dans ce cadre, en février 1969, certains de ses militants participent à une grève de la faim, ou s’enchaînent publiquement .
Michel Tachon est membre de la rédaction de Lettre des objecteurs.

### Les bagnes militaires
Incarcérés avec Michel Tachon, des soldats venaient du bataillon disciplinaire du fort d'Aiton en Savoie. Là, pour se soustraire à des harcèlements physiques et mentaux insupportables, ils s’étaient automutilés, ce qui leur avait valu un emprisonnement avant leur renvoi à Aiton.
Michel Tachon recueille des témoignages sur le bagne et les publie dans la Lettre des objecteurs,, suscite des articles notamment dans Le Nouvel observateur, Le Canard enchaîné, L'Express Rhône-Alpes et La Vie lyonnaise. Une campagne de dénonciation alerte l’opinion. Elle est répercutée par des personnalités, dont Michel Rocard et Yves Le Foll à l’Assemblée nationale et René Dumont au cours de sa campagne de candidat à l'élection présidentielle française de 1974, et obtient en 1972 quelques améliorations au fort d'Aiton, avant sa fermeture. En avril 1971, un dossier de 32 pages sur le sujet est édité par le Groupe d’action et de résistance à la militarisation (Garm). Il est actualisé et complété quelques mois plus tard par André Ruff, Gérard Simonnet et Michel Tachon dans Les Bagnes de l’armée française.

### Délits d’opinion et de presse
En 1973, quatre chefs d’inculpation sont signifiés à douze personnes : injures envers l'armée, incitation de militaires à la désobéissance, provocation à la désertion et à l'insoumission, incitation à autrui pour bénéficier du code du service national dans le but exclusif de se soustraire à ses obligations militaires. Ces inculpations visent des militants du Groupe d'action et de résistance à la militarisation, dont Michel Tachon, ainsi que Henri Leclerc, gérant de la SARL Imprimerie presse nouvelle qui a imprimé les tracts incriminés. C’est la première fois depuis quatre-vingt-dix ans qu’un imprimeur va être jugé comme complice de diffuseurs d’imprimés. Les quatre tracts sont aussitôt réimprimés dans un numéro spécial de la Lettre des objecteurs. Le 12 février 1974, trois-cents personnes se massent pour assister à l’audience. L'éditeur François Maspero témoigne. La défense fait état de quatre cents lettres de soutien dont celles de Pierre Mendès France, de Daniel Mayer, président de la Ligue des droits de l’Homme. Les prévenus sont condamnés à des amendes. L'imprimeur est relaxé en appel.

### Le complexe militaro-industriel
En 1974, Michel Tachon publie avec Olivier Brachet et Christian Pons La France militarisée. « Ce livre est le fruit d'une action et d'une réflexion collective au « Groupe d'action et de résistance à la militarisation » de Lyon. » Il traite des ventes d’armes de la France et de la militarisation de la société.